# Kostel Povýšení svatého Kříže (Karviná)
Kostel Povýšení svatého Kříže (původně kostel Panny Marie) je nejstarší stavební památkou na území města Karviné a jedna z nejstarších stavebních památek na Karvinsku a Těšínsku vůbec. Jeho prvotní výstavba se datuje do roku 1288, kdy za vlády Měška I. z rodu Piastovců zde byl postaven Fryštátský hrad, jehož je kostel součástí. Nejstarší písemná zmínka o kostele pochází z r. 1376. Jedná se o původní kamennou jednolodní gotickou stavbu s půdorysem latinského kříže, později renesančně a barokně upravenou. Od roku 1958 je chráněna jako kulturní památka České republiky. Kostel se nachází v blízkosti Fryštátského zámku, se kterým tvoří jeden historicko-stavební celek, jako rezidence slezské panovnické dynastie. V bezprostřední blízkosti se nacházejí také zámecké zahrady z roku 1804.

## Historie

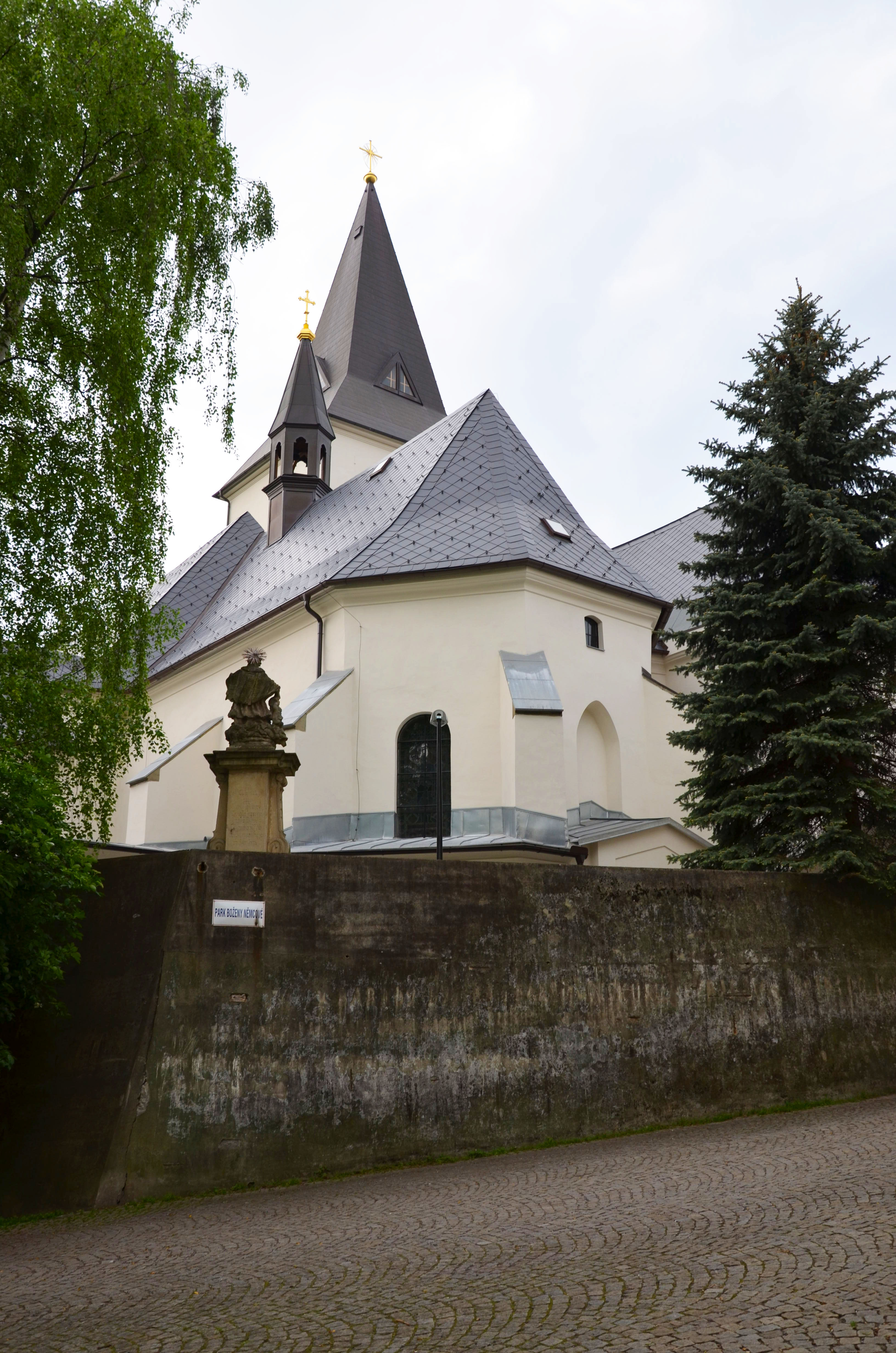
Pohled východní, presbytář

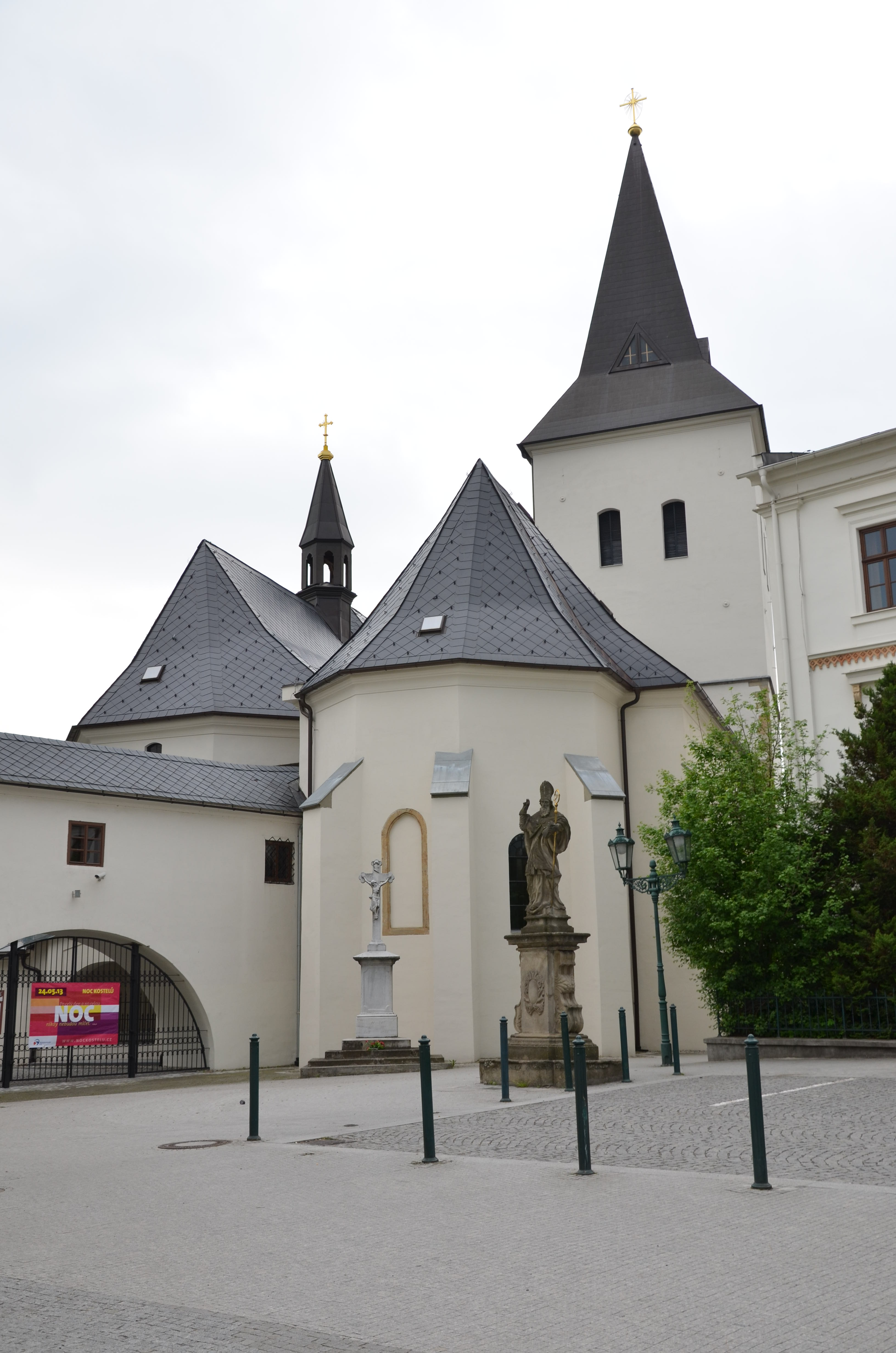
Pohled severovýchodní, kaple svatého Jana Nepomuckého

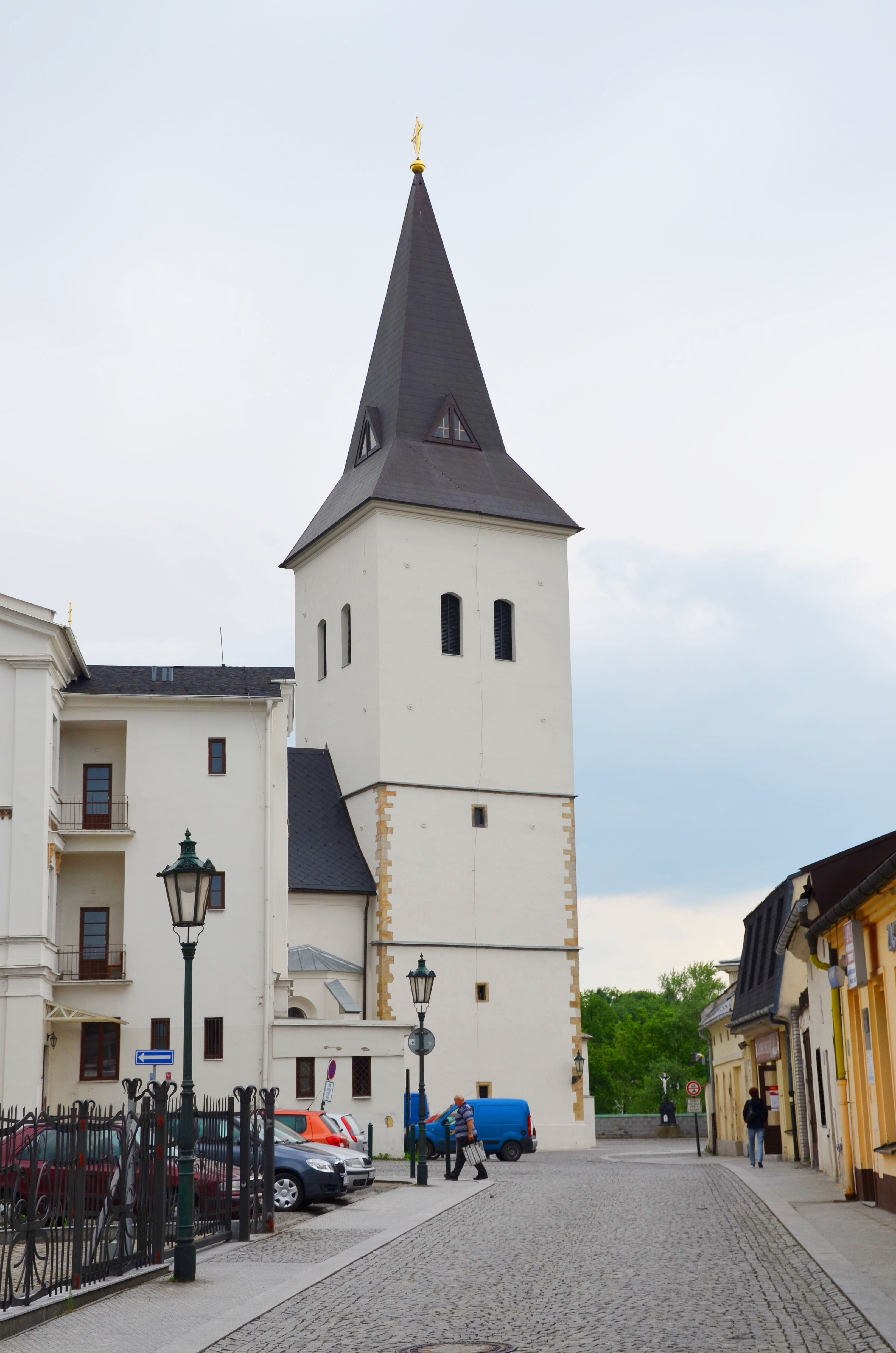
Pohled na věž

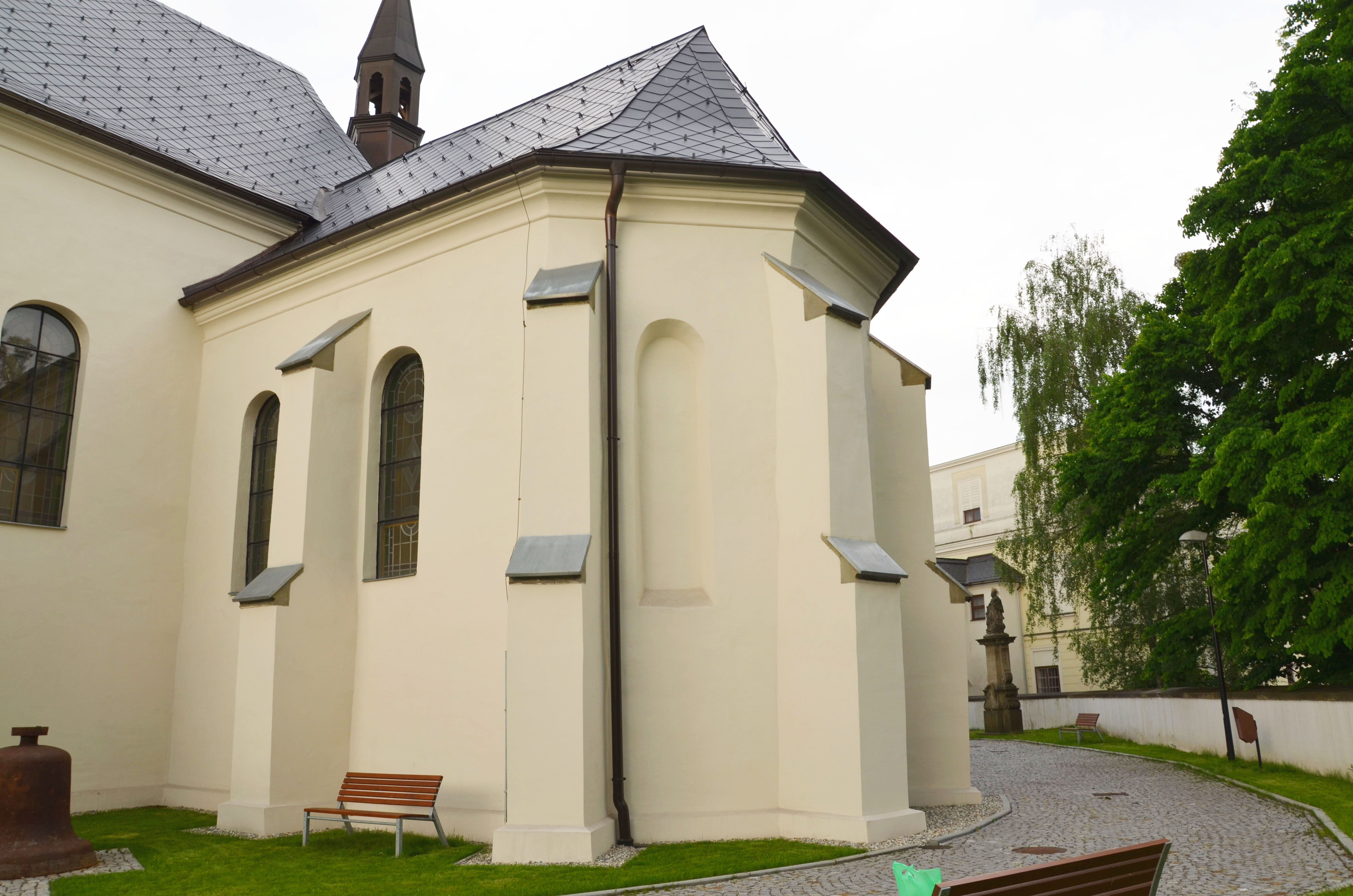
pohled na jižní rameno transeptu

Při zakládání města Fryštát v letech 1303–1306 těšínským knížetem Meškem I. jako správním a tržním střediskem severozápadní části těšínského vévodství již byl v plánech určen prostor pro farní kostel. Není jasné, jestli stavba kostela byla financována dobročinností bohatého jedince nebo sbírkou celé obce. První zmínky o tomto kostele pochází z roku 1376, kdy byl knížetem Přemyslem I. Těšínským a farářem Janem rozšířen o nadaci oltáře Božího Těla a svatého Jana Evangelisty. Oltáře byly umístěny do postranní presbytáře. Dobu vzniku tohoto oltáře však nelze přímo určit. Z této listiny plyne, že ještě před založením tohoto oltáře zde stál mimo hlavního i jiný oltář, což svědčí i o dřívější stavbě toho kostela (v pramenech se uvádí 1327). Nedochovaly se však žádné spisy dokazující velikost majetku kostela či jeho farnosti. Kult Božího těla byl v povodí Odry ve 14. století značně rozšířený. Již v roce 1349 byl založen oltář tohoto kultu v Hlubčicích dále pak v Ratiboři a v Hlučíně, z čehož lze soudit, že vznik vedlejšího oltáře Božího těla a svatého Jana Evangelisty spadá do poloviny až třetí čtvrtiny 14. století.
V roce 1420 byla Petrem Hobergem sepsána fundační listina potvrzující stavbu kaple zasvěcenou Panně Marii s oltářem Všemohoucího Boha, Stanislava a svatých Alžběty, Anny, Doroty, Hedviky, Kateřiny a Markéty. Kaple byla postavena jako reakce na husitské povstání ve Slezsku. Nelze však určit, kde přesně tato kaple stála a zda nešlo o samostatný stavební útvar.

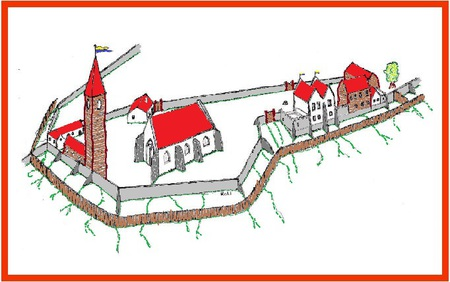
Podoba kostela v době založení po roce 1282

Do 15. století byl kostel bez věže. Ta stála do té doby jako samotná dřevěná stavba vedle kostela, avšak v roce 1511 došlo ve Fryštátě k velkému požáru, který způsobil škody i na kostele (potvrzují dochované listiny původního kostelního majetku). Po značné rekonstrukci byla vystavěna v letech 1515–1530 zděná věž se čtyřmi zvony (Julius Bayer uvádí šest zvonů) mezi severním transeptem a západní části hlavní lodi. K věži bylo přistavěno vnější točité schodiště s věžičkou ze západní strany kostela sahající až do třetího patra věže. Kostel také pošel přestavbou stropní konstrukce z trámové na lomenou. V dochovaných zprávách z roku 1521 je uveden uprostřed kostela pilíř z čehož můžeme soudit, že byl kostel dvoulodní. To dosvědčují i původní dochované dva lomené oblouky stropní konstrukce lodí v podkroví kostela.
Ve výsledku jsou ze středověkých zpráv uvedeny k původnímu kostelu zasvěcenému Panně Marii další čtyři boční oltáře: oltář Božího těla a svatého Jana Evangelisty, oltář svatého Kříže (jižní rameno transeptu), oltář Všemohoucího Boha a oltář Všech Svatých. V kapli Matky Boží (severní transept) byl umístěn obraz matky Boží v oltáři. Nachází se zde také zazděná hrobka určená k pohřbívání rodiny pána z Cikánů.
Výstavba Moravské kaple, později kaple svatého Jana Nepomuckého, byla zahájena v roku 1611 (Julius Bayer 1511) a dokončena v roce 1617. Zdali se jednalo o kapli navazující na původní kapli Panny Marie z roku 1420 není jisté. Kostel byl v té době evangelický luterský.
V okolí kostela se nacházela řada dalších staveb, kupříkladu špitál vystavěný vévodkyní Annou z konce 15. století, farní budova původně dvoupatrová dřevěná, „deficitní kněžský dům“ určený pro přestárlé kněze, škola, atd. Mezi těmito domy a kostelem se rozprostíral hřbitov pro zasloužilé měšťany. Tento hřbitov byl později zazděn zahradní zdí.
Kostel náležel po celou dobu pánům majitelům fryštátského panství. Ti však přenechávali právo jmenování biskupského pastýře a faráře biskupské stolici.
Ke konci 18. století byl kostel značně poškozen požárem, přičemž musela být stržena střecha a následně přestavěn. Počátkem 19. století byl obraz nad hlavním oltářem Nanebevzetí Panny Marie (gotický styl na dřevě) knížetem biskupem Josefem Kristiánem nahrazen obrazem svatého Kříže, a tím byl kostel přejmenován na Povýšení svatého Kříže.
Před výmalbou interiéru v roce 2011 byly objeveny v kapli svaté Matky Boží (severní rameno transeptu) gotické malby zřejmě z 15. století. Po zrestaurování bylo zjištěno, že se jedná o takzvané secco malby nanášené na vápennou omítku. Barvy jsou tvořeny většinou minerálními pigmenty a jejich pojivem byly vaječné bílky, klovatiny, arabské gumy aj. Jde o figurální malbu s náboženským podtextem. Jednotlivé výjevy jsou umístěny do samostatných oddělených polí. Výjevy znázorňují život svaté Barbory a svaté Kateřiny.

### Program záchrany architektonického dědictví
V rámci Programu záchrany architektonického dědictví bylo v letech 1995–2014 na opravu památky čerpáno 4 285 000 Kč.
| rok    | 2006 | 2007 | 2008 | 2009 | 2010 | 2011 | 2012 | 2013 | 2014 |
| ------ | ---- | ---- | ---- | ---- | ---- | ---- | ---- | ---- | ---- |
| částka | 740  | 450  | 500  | 500  | 380  | 550  | 420  | 395  | 350  |

## Architektura

### Charakter kostela
Půdorys původní stavby kostela je ve tvaru latinského kříže vytvořeným nepravým transeptem, obě ramena lze spíš charakterizovat jako kaple, což nebylo na území Moravy, Čech a severního Slezska běžné, a s delším polygonálně uzavřeným presbytářem. Chrámová loď je 38 metrů dlouhá a příčná loď 34 metrů široká. Vztah vzniku hlavní lodi a transeptu není jednoznačný. Vstup je orientován na západ, transept pak na sever a jih. Původní stropní konstrukce byla nejspíš trámová, později, asi ještě před rokem 1420, tvořila klenbová pole opřena na třech kamenných pilířích uprostřed lodi, čímž tvořila dvě lodi. Tato dispozice latinského kříže byla nejspíš inspirována kostely svatého Kříže a Bartoloměje ve Vratislavi a klášterním kostelem dominikánů v Těšíně (r. 1300). Původní architektonické články odpovídají okolní regionální architektuře z poloviny 14. století. Pod kostelem a kaplemi se nachází nepřístupná krypta několika hrobek.
Protože byl na stavbu kostela vybrán druhořadý stavitel z okolí horního toku řeky Odry, poukazují dochované články původní stavby na nepřesnost zpracování a celkovou rustikalizaci základní koncepce stavby. Jednoduchost stavby svědčí o finančních možnostech v té době nově založeného města. Není tedy zvláštností, že jeho charakter je podobný i jiným kostelům ze 14. století v méně významných městech z okolí, avšak svou dispozicí je již blízký kostelu svatého Mikuláše v Bílovci.
Kamenné řádkové zdivo hlavní lodi podpírají z exteriéru tři pilíře obdélného průřezu. Dva na západní straně v nárožích u vstupu a jeden na rozhraní západní a východní části lodi na jižní straně. Ještě před výstavbou hranolové věže byly tyto pilíře čtyři, a to ještě na severní části hlavní lodi. Původní lomená okna byla nejspíš v průběhu doby přestavěna na nynější dochovaná.
Po velkém požáru v roce 1511 prošel kostel značnou přestavbou. V průčelí byl vystavěn několikastupňový čelní štít, na severní straně byla postavena věž se zvonicí a vystupujícím vřetenovým schodištěm a s ní byl kostel vyvýšen o dva celé metry.

### Presbytář
Presbytář je tvořen jedním čtvercovým polem a pětibokým hlubokým závěrem s opěráky. Obě ramena transeptu se do hlavní lodi připojují prostě vyříznutými lomenými arkádami. V podkroví jsou zbytky dvou dvojic užších, ostře lomených klenebních čel na západní a východní zdi potvrzující původní dvou lodí. Z exteriéru jsou vyztužena opěry stejného tvaru jako u hlavní lodi.

### Transept
Severní rameno transeptu si zachovalo původní křížovou žebrovou a závěrovou šestidílnou žebrovou paprsčitou klenbu. Klínová kamenná žebra jsou hrubě a nepřesně provedena a zabíhají do stěn podseknutím v polovině jejich výšky. Tyto prvky odpovídají okolní architektuře z poloviny 14. století. V kostele svatého Mikuláše v Žilině u Nového Jičína jsou v presbytáři podobná žebra a v opavském kostele minoritů je taktéž prosté zaběhnutí žeber do zdiva.

### Věž
Přistavěná čtyřpatrová hranolová věž mezi severním ramenem transeptu a západní částí hlavní lodi je s kostelem propojena vstupem mezi přízemím věže a severním ramenem transeptu. Ten tvoří portál s profilovaným ostěním osazeným do příčné lodi. Ostění tvoří dva štíhlé pruty lemované z obou stran drobnými ústupky tvaru hrušky a v oblém tvaru, ty se poté štěpí na svisle stoupající do ostění a lomené tvořící křivou archivoltu bez bodu lomu. Patky prutů zdobí tordování a prstencové patičky. Na východní části se nachází mezi věží a severním transeptem vřetenové schodiště propojující první patro s přízemím. Vstup vyplňuje prostý pravoúhlý obdélný kamenný portál složený z pěti kusů kamene. V prvním patře pak tvoří vstup třetí pozdně gotický sedlový portál s profilovaným ostěním zářezy a oblounem. Druhé patro je pak klenuté valenou klenbou z kamene. Druhé vřetenové schodiště umístěné na západní straně u vstupu sahá až do třetího patra věže, odkud je pak možný přístup až do podkroví. Zde se také nalézá třetí pozdně gotický sedlový portál s profilovaným oblounem a výžlabkem. Zdivo je z lomového kamene a v přízemí dosahuje 180 cm. S výstavbou věže byla hlavní loď a presbytář vyvýšena o dva metry což dosvědčuje různost výšek s nižším transeptem, různou výšku opěráků, presbytáře a hlavní lodi z exteriéru a provázanost kamenného zdiva mezi vyvýšením hlavní lodi s věží. Po vyvýšení byl mezi presbytářem a hlavní lodí vyzděn z cihel nový triumfální oblouk a následně byla nově překlenuta stropní konstrukce.

### Kaple svatého Jana Nepomuckého
Kaple svatého Jana Nepomuckého, dříve Moravská kaple, z roku 1617 leží mezi presbytářem a severním ramenem transeptu. Tvoří ji dvě pole křížové žebrové klenby a mělký pětiboký presbytář široký jako kněžiště kostela. Výstavbou této kaple zanikl z exteriéru severní transept, u kterého bylo také zazděno jedno z oken u paprsčité klenby.

### Ohradní zeď
U kostela se rozkládal hřbitov pro zasloužilé měšťany. V 18. století byla postavena zeď, která odděluje zámecký park od hřbitova, zpevňuje vysoký svah mezi parkem a vyvýšeninou, na které stojí kostel. Zeď byla postavena z kamene a cihel a tvoří mohutný val. V nejvyšší části dosahuje až sedm metrů, Kolem hřbitova je zeď vysoká 1,40 m a široká 0,70 m. Zeď pokračuje až k budově fary, kde nad farní zahradou byla postavena z cihel. Část zdi v parku je zpevněna silnou vrstvou betonu, takže není vidět kamenné zdivo. Pod tímto úsekem byla v roce 1821 postavena zámecká rodová hrobka Larisch-Mönnichů. Památková ochrana zdi byla vyhlášena v roce 2002.

## Fotogalerie

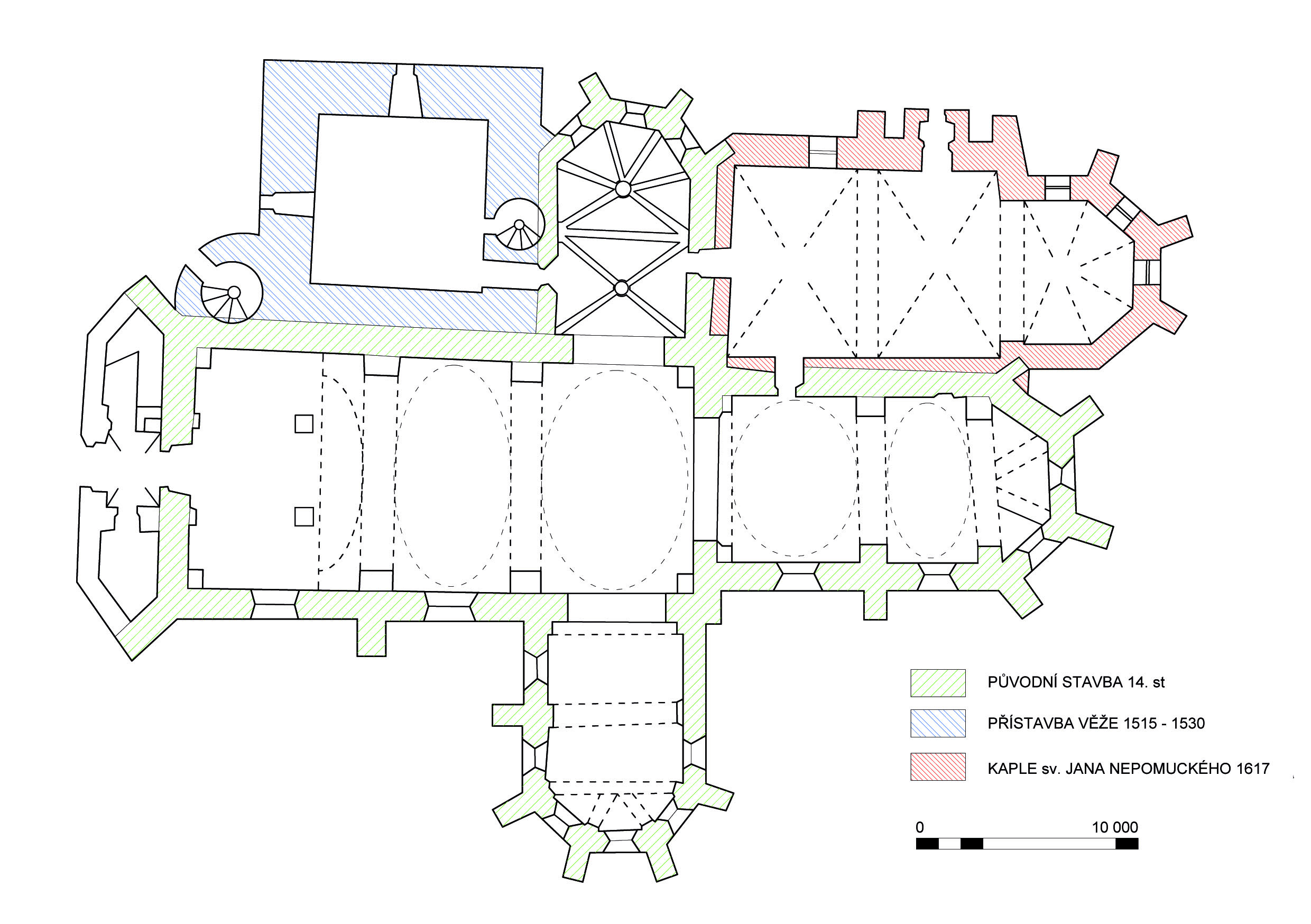
Půdorys
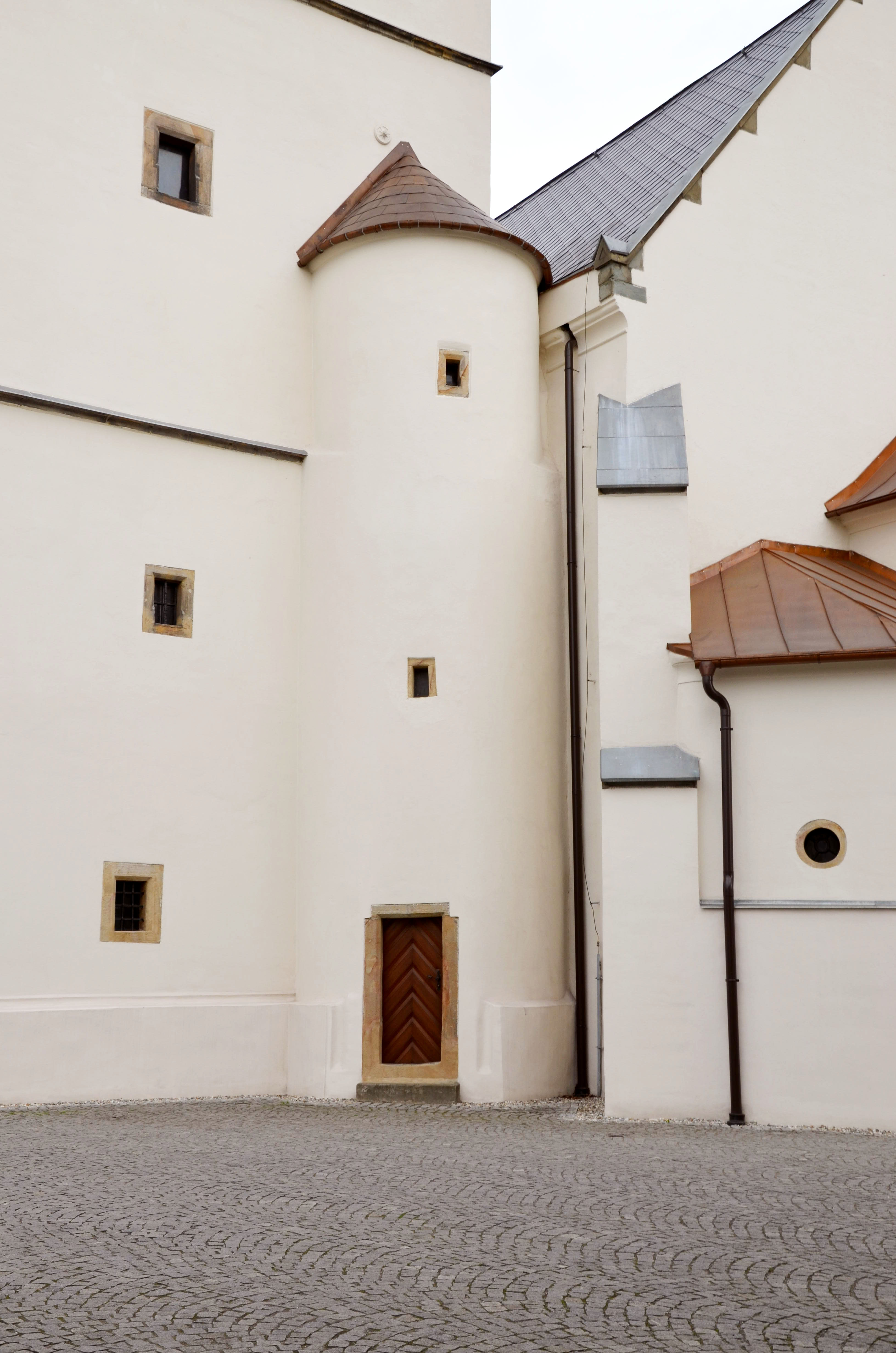
Vřetenové schodiště západní strany věže
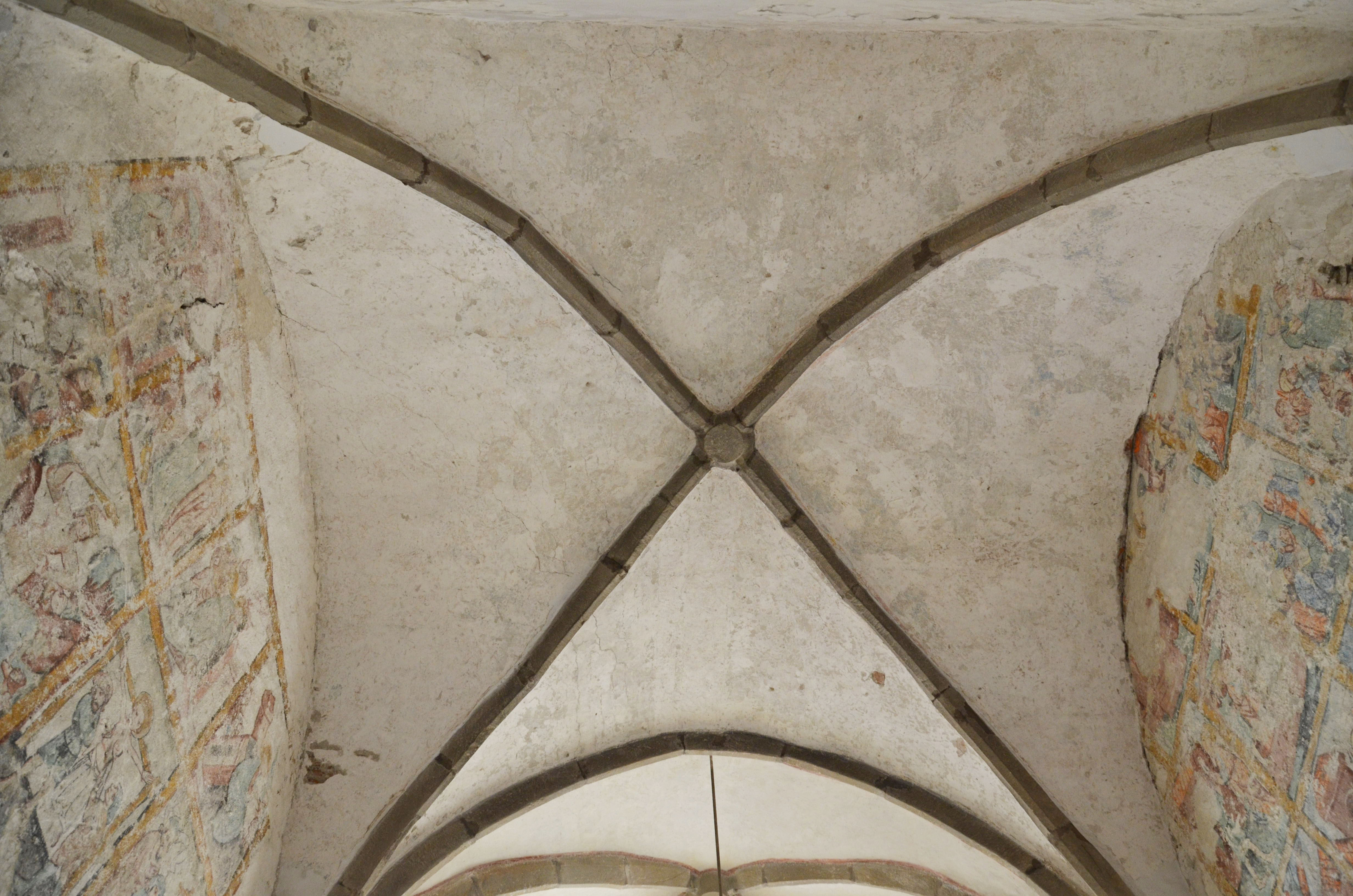
křížová klenba severního transeptu
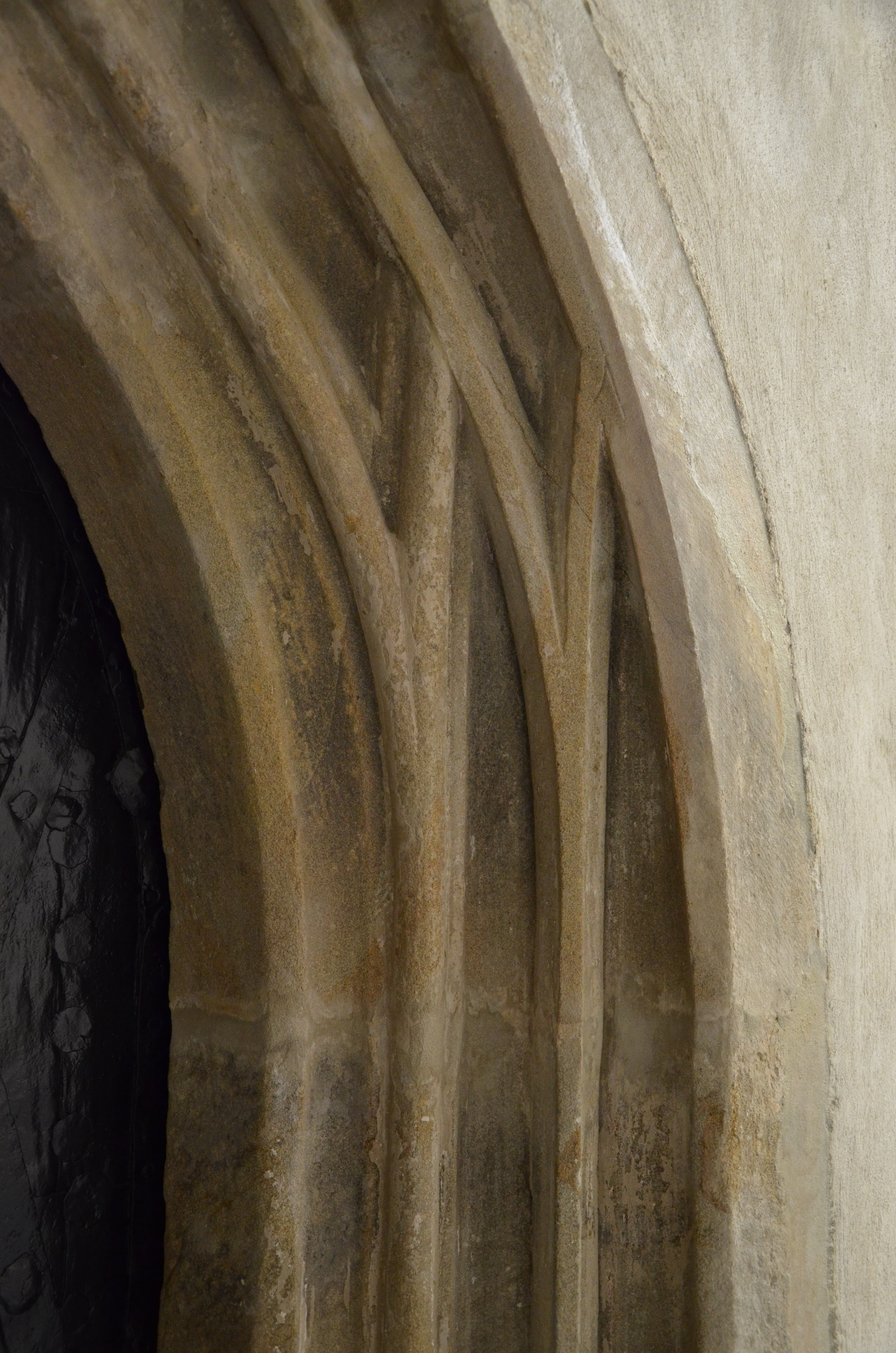
pruty na portále severního transeptu a věže
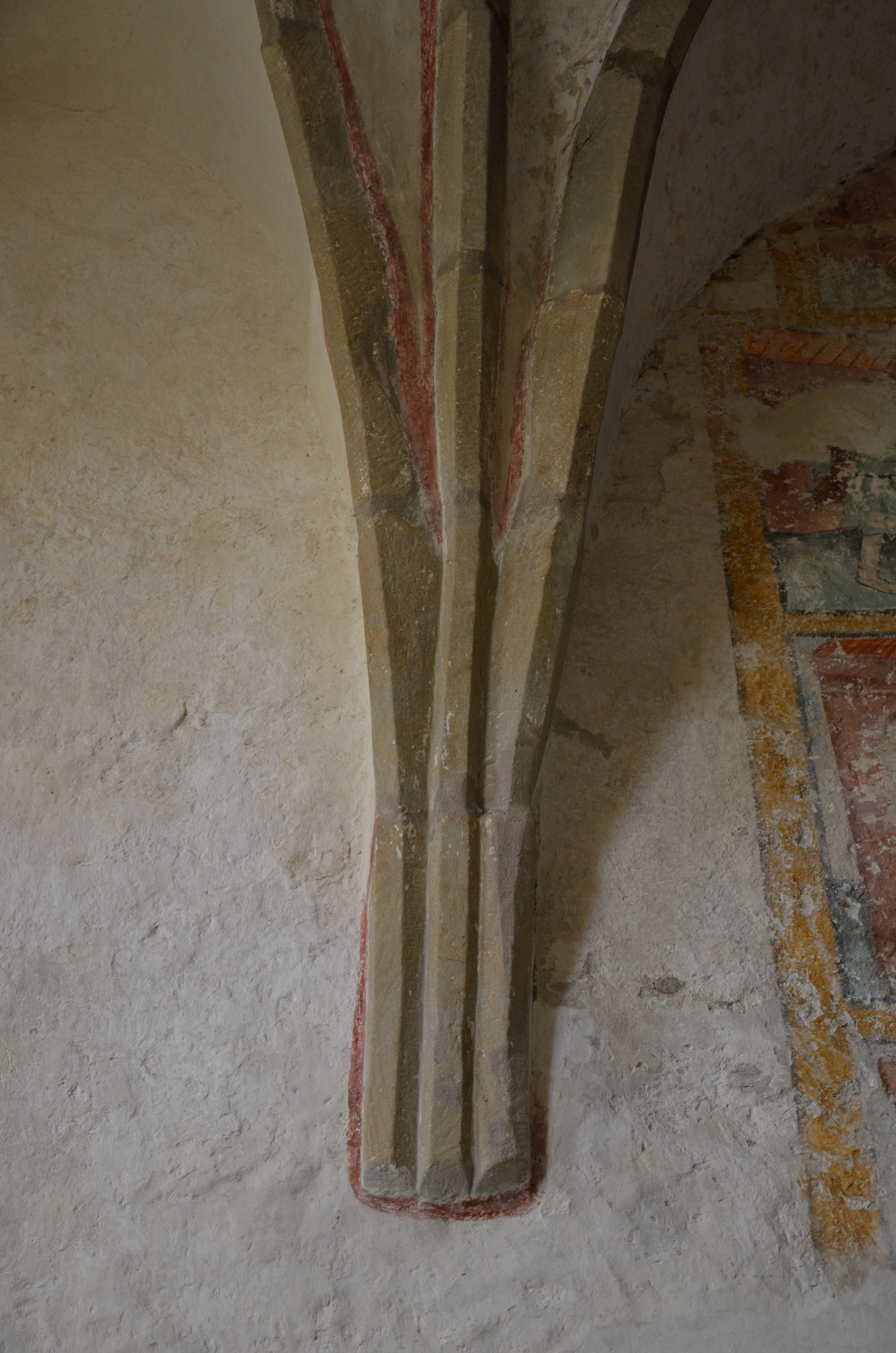
ukončení klenby
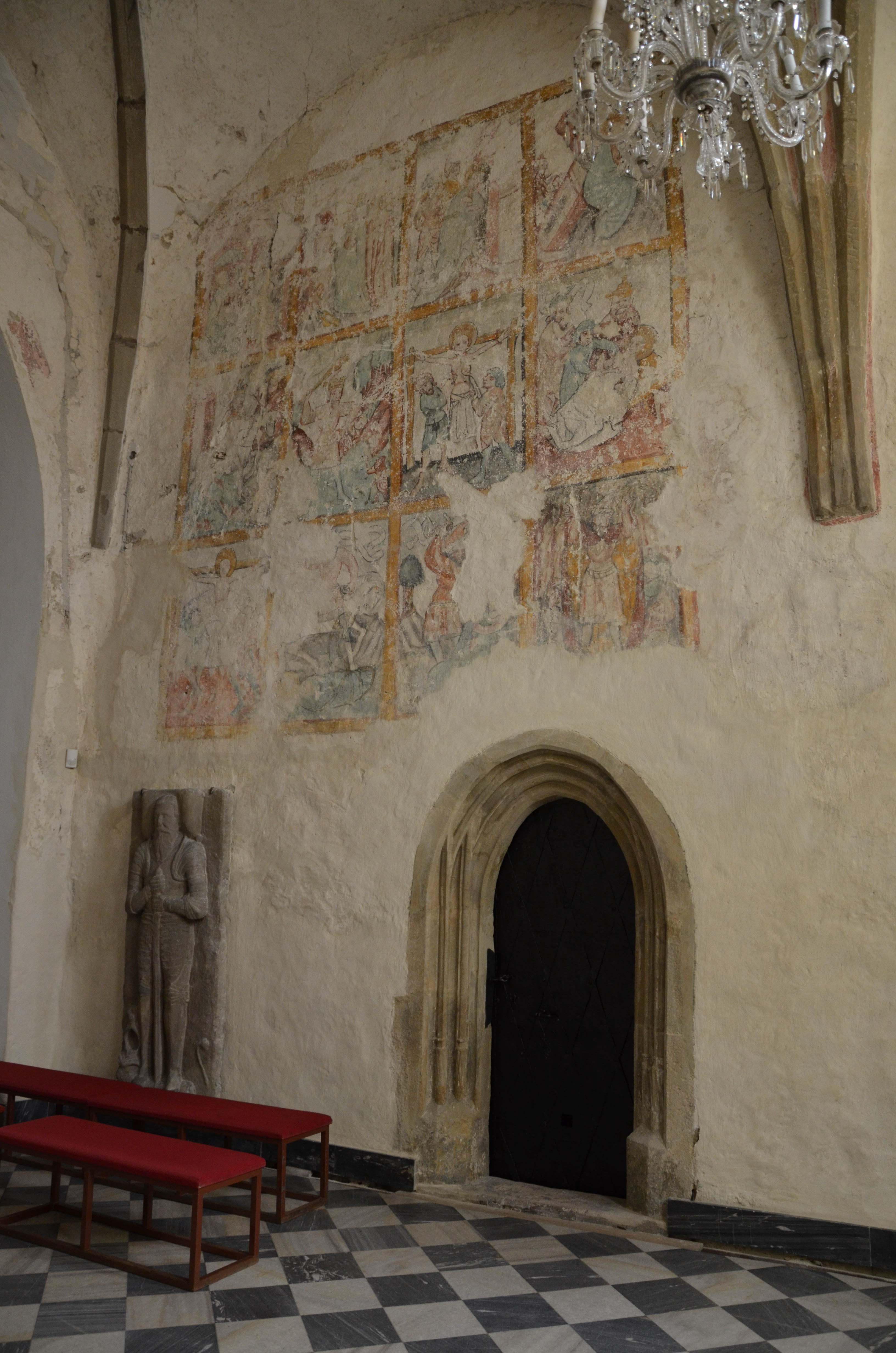
Portál, gotické nástěnné malby a náhrobek v severním rameni transeptu
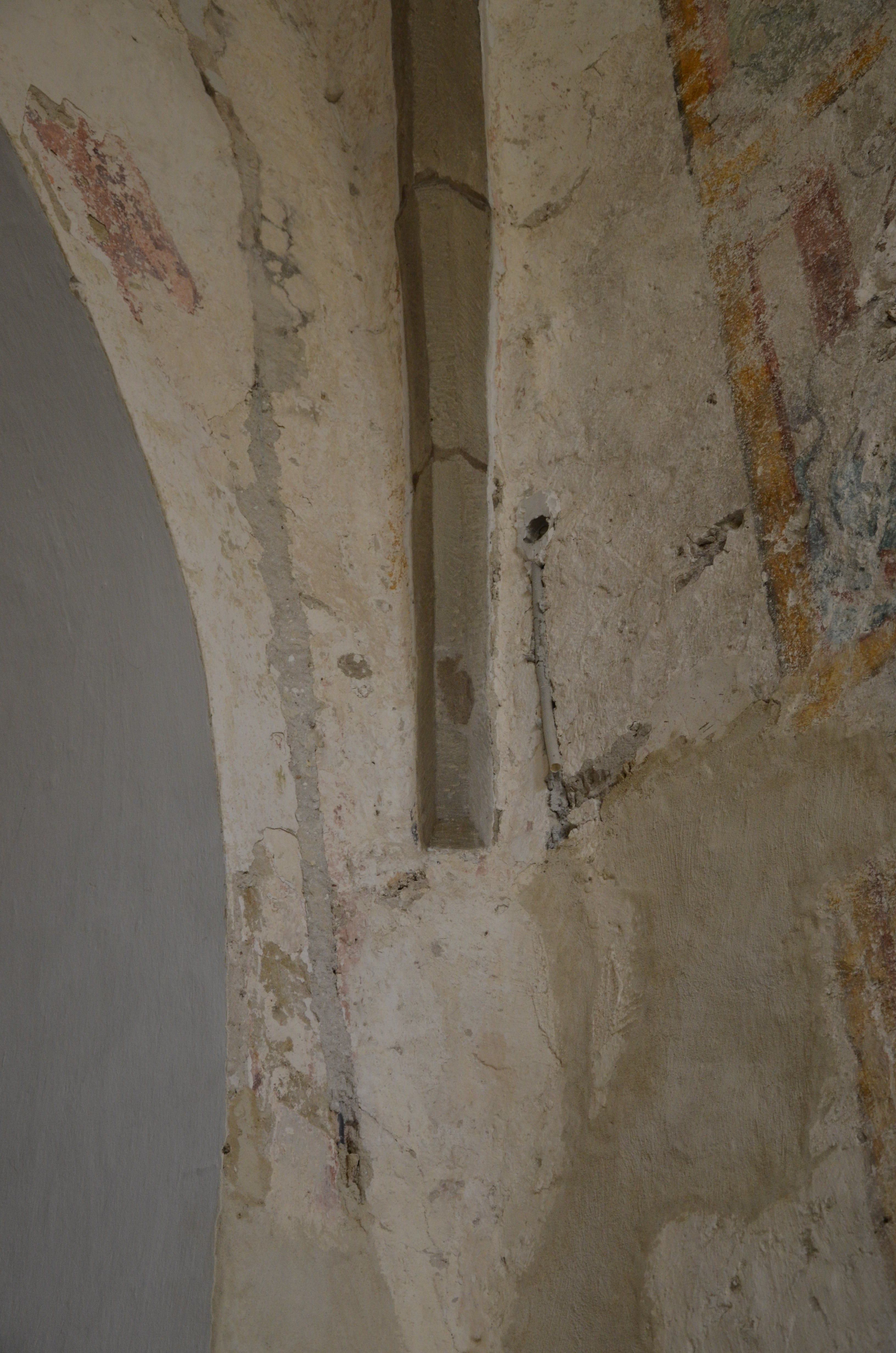
Ukončení klenby
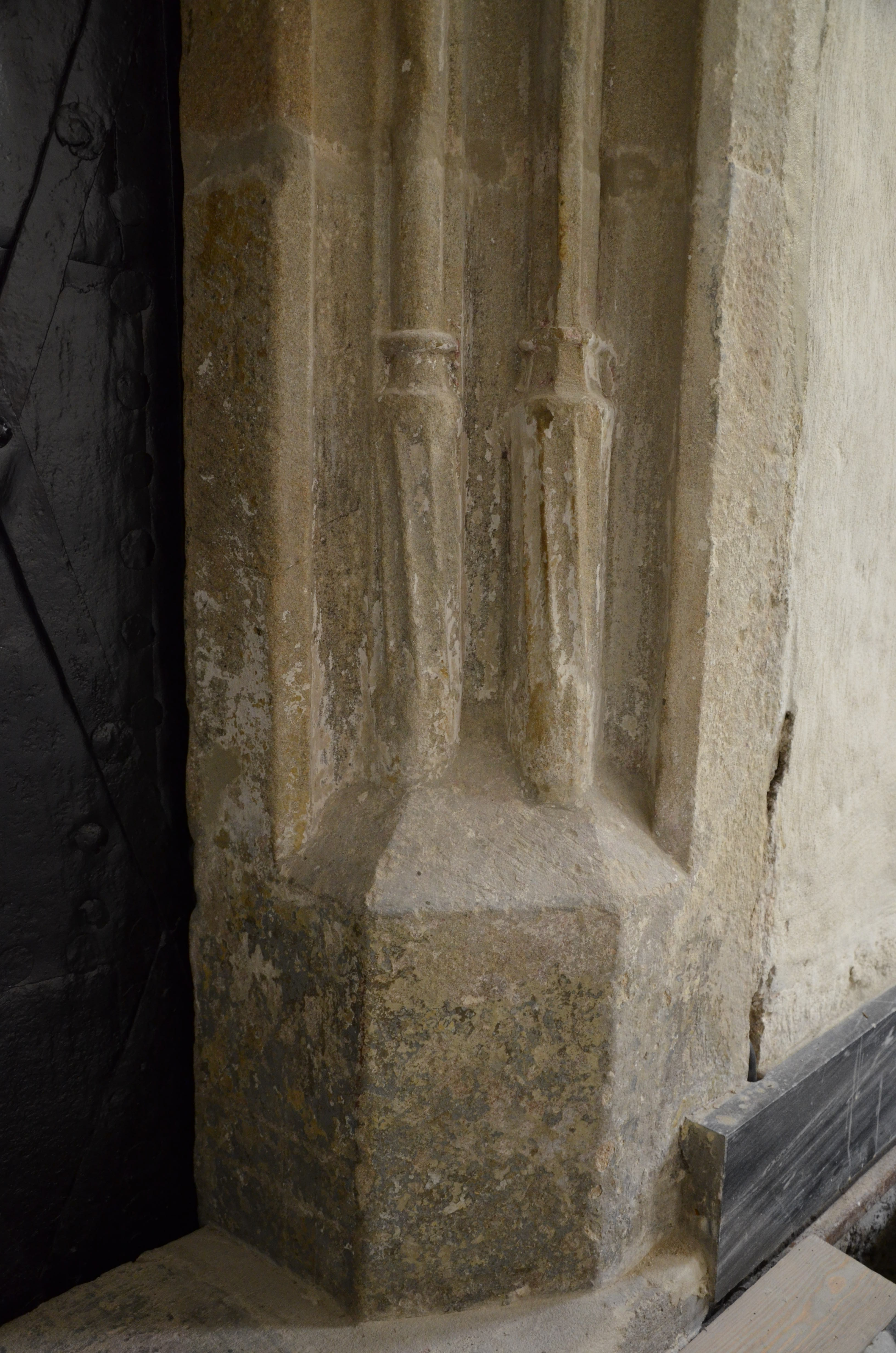
Patka portálu
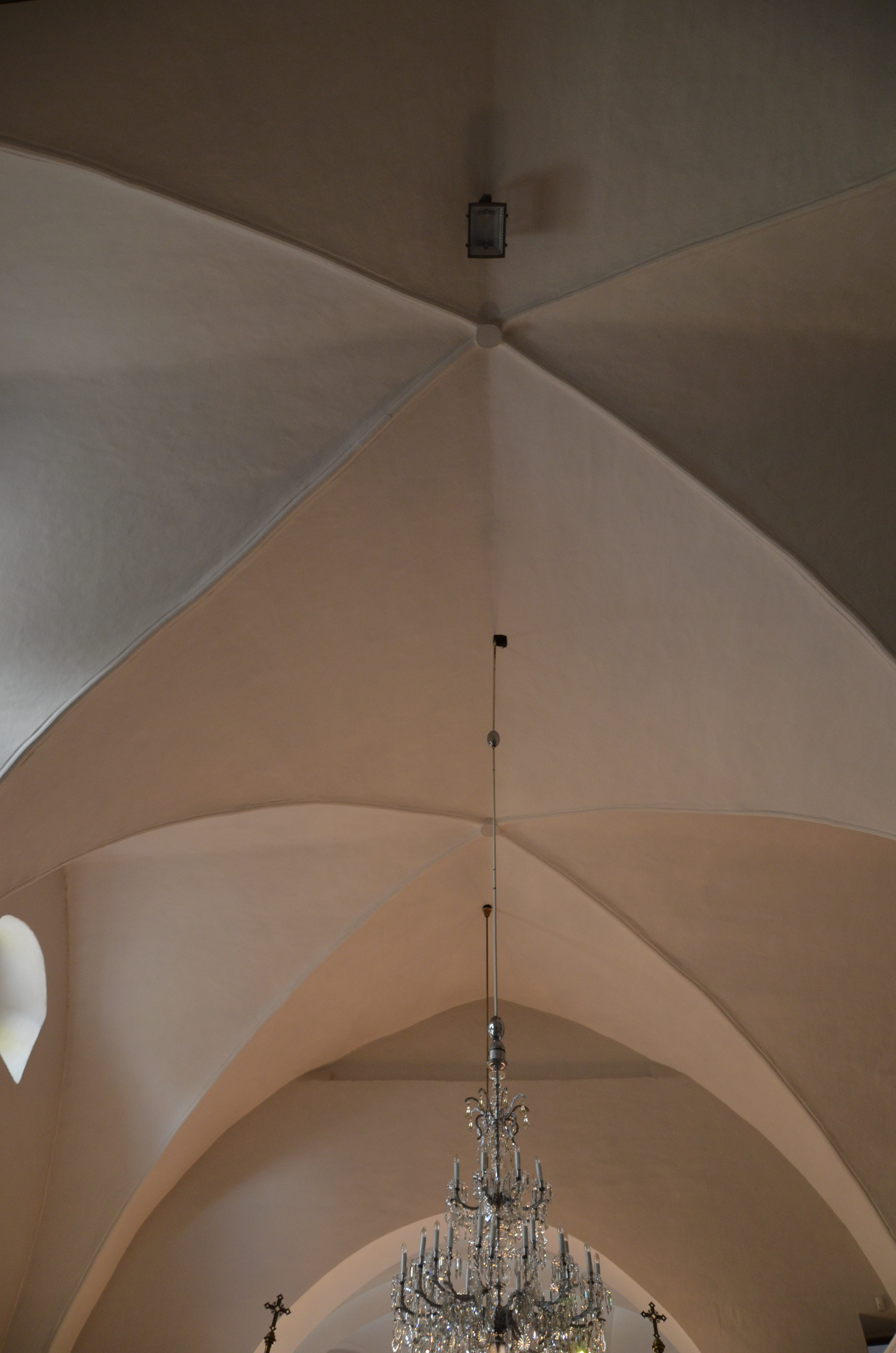
Dvě pole křížové klenby, kaple svatého Jana Nepomuckého
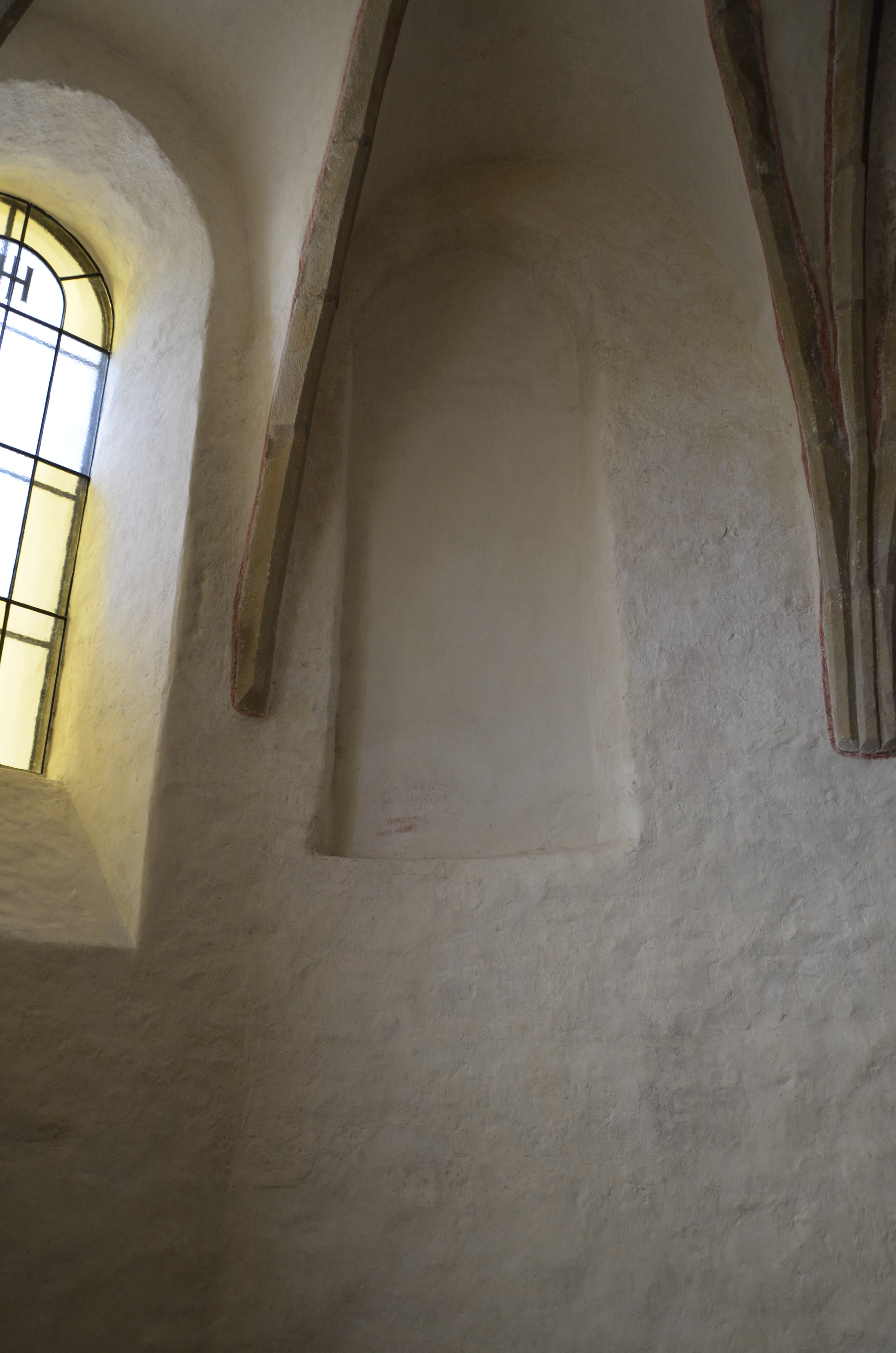
Zazděné okno
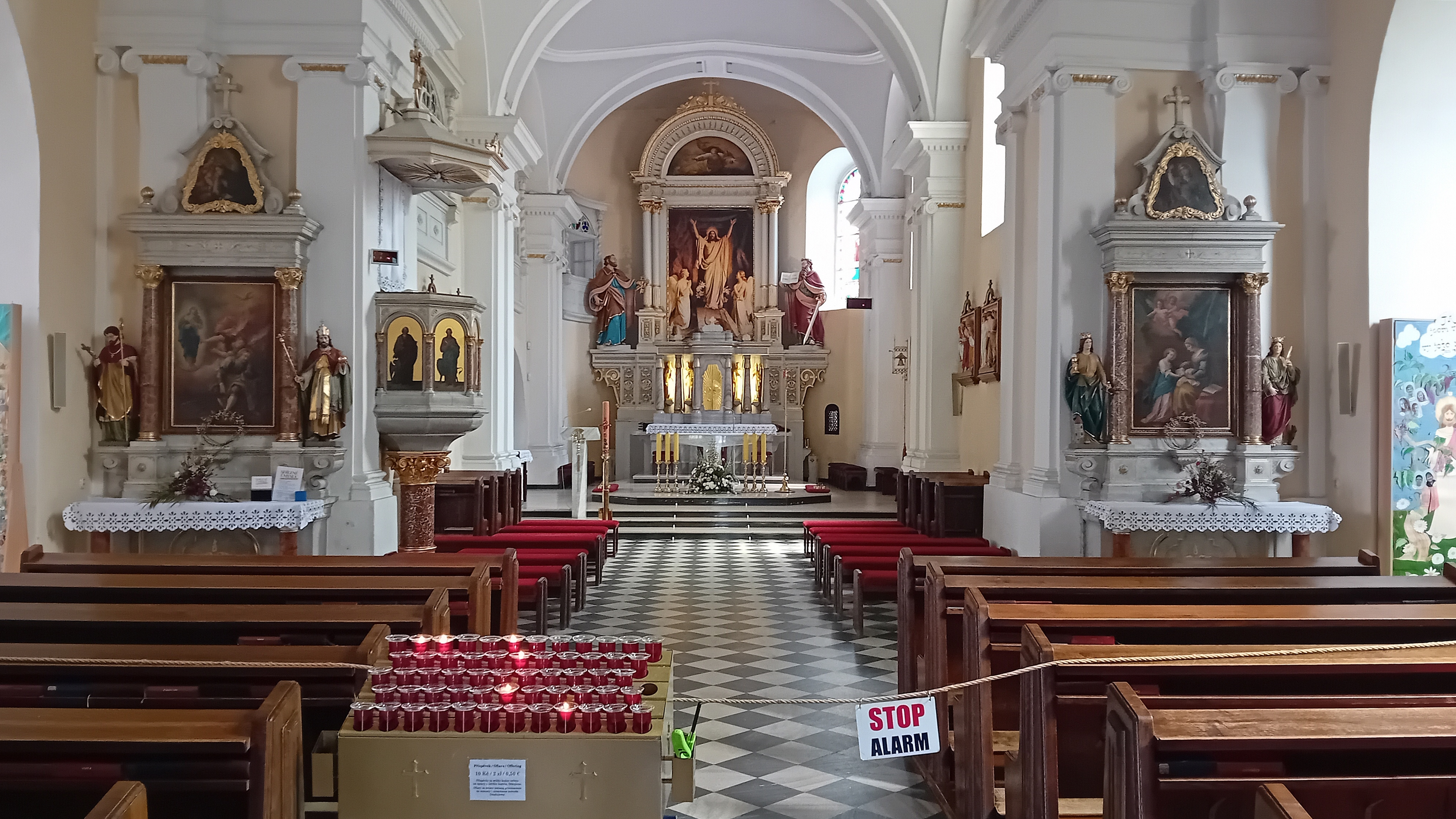
Hlavní loď

## Další objekty
Kulturní památka kostela Povýšení svatého Kříže zahrnuje chráněné objekty kryté chodby, sochu svatého Jana Nepomuckého z roku 1747, sochu svatého Patrika a krucifix.
Krytá chodba propojuje zámek s panskou oratoří v kostele. Je to zděná omítaná stavba, která byla postavena v roce 1792 Janem Larischem-Mönnichem. Oratoř je vklíněna mezi chrámové kněžiště a Moravskou kapli.